# Islas Salomón en los Juegos Olímpicos de Los Ángeles 1984
Las Islas Salomón estuvieron representadas en los Juegos Olímpicos de Los Ángeles 1984 por tres deportistas masculinos que compitieron en dos deportes.
El portador de la bandera en la ceremonia de apertura fue el boxeador Tommy Bauro. El equipo olímpico salomonense no obtuvo ninguna medalla en estos Juegos.